# Cepilho
Cepilho é um distrito da cidade de Areia, estado brasileiro da Paraíba. Na localidade situa-se o quilombo do Engenho Bonfim, comunidade reconhecida como remanescente de povo quilombola, onde vinte e duas famílias instaladas receberam do Incra a posse de 122 hectares em 2011.